# يوكو موريموتو
يوكو موريموتو (森本 ゆう子)، هو لاعب كرة قدم. ولعبت مع منتخب اليابان لكرة القدم للسيدات.